# Tiếng Kumyk
Tiếng Kumyk (къумукъ тил, qumuq til) là một ngôn ngữ Turk, được nói bởi khoảng 426.212 người Kumyk trong các nước cộng hòa Dagestan, Bắc Ossetia và Chechnya của Liên bang Nga.